# Guilherme Rebelo de Andrade
Guilherme Rebelo de Andrade (* 10. Mai 1891 in Ericeira; † 4. Oktober 1969 in Lissabon) war ein portugiesischer Architekt.

## Werdegang
Andrade schuf während der Zeit des Estado Novo insbesondere zusammen mit seinem Bruder Carlos zahlreiche öffentliche Bauten. Für die Weltausstellungen 1922 in Rio de Janeiro und 1929 in Sevilla entwarf er mit ihm den portugiesischen Pavillon. Ab 1939 entstand in Lissabon der Monumentalbrunnen Fonte Luminosa.
1931 gewann er den Wettbewerb für den Bau des Palácio da Agricultura in Lissabon. Im gleichen Jahr schuf er das Monumento aos Mortos da Grande Guerra an der Avenida da Liberdade. Weitere Bauten sind die portugiesischen Botschaften in London (1940), Madrid (1942) und Rio de Janeiro (1946). 
Für das Wohnhaus Avenida Columbano Bordalo Pinheiro, n.º 52 in Lissabon wurde er 1939 gemeinsam mit seinem Bruder mit dem Prémio Valmor ausgezeichnet.